# Gaston Billotte
Gaston Henri Gustave Billotte, sinh ngày 10 tháng 2 năm 1875 ở Sommeval (Aube), chết vì tai nạn giao thông vào ngày 23 tháng 5 năm 1940 ở Ypres (Bỉ). Ông là cha của Pierre Billotte (1906-1992), chính trị gia người Pháp.

## Tiểu sử
Ông là con trai của một hiệu trường trường công lập, một gia đình có nguồn gốc Burgund

## Sự nghiệp quân sự
Sau khi rời trường quân sự Saint - Cyr năm 1896, ông gia nhập binh chủng hải quân và tham gia chiến sự ở Bắc Kỳ và Trung Quốc. Ít lâu sau, ông trở về Pháp và theo học trường Cao đẳng Quốc phòng (1907-1909). Ông trở về Bắc Ninh với tư cách là chỉ huy tiểu đoàn từ năm 1911 đến năm 1913, sau đó đến Ma-rốc cho đến năm 1915 với tư cách là chỉ huy quân đoàn chiếm đóng.
Năm 1915, Billotte được phong làm Trung tá và làm Trưởng bộ phận Nhà hát hoạt động nước ngoài (TOE). Ông được thăng đại tá vào năm 1916 và làm trưởng phòng thứ ba của phe cấp tiến. Năm 1918, ông chỉ huy một trung đoàn bộ binh và tham gia trận đánh Yperite tại Mount Kemmel trong Chiến tranh thế giới thứ nhất.
Tháng 4/1919, Billotte tham gia vào chiến dịch chống lại Liên Xô với tư cách là đồng minh của Ba Lan, được thăng làm Chuẩn tướng của quân đội Pháp trong Tháng 7 năm 1920. Tháng 6 năm 1921, ông là chỉ huy của lữ đoàn bộ binh số 1 của Tunisia và phân khu của Tunis. Tháng 6 năm 1921 đến Tháng 11 năm 1924, Billotte là chỉ huy của Quân đoàn 2 của Levant. Năm 1925 - 1926, Billotte tham gia chiến tranh Rif tại Morocco. Tháng 4 năm 1927, ông được bổ nhiệm làm Thiếu tướng chỉ huy các đạo quân thuộc địa. Tháng 12 năm 1927 ông nắm quyền chỉ huy đạo quân Bộ binh thuộc địa lần thứ 10, sau đó Tháng 5 năm 1929 thì chỉ huy Sư Đoàn Bộ Binh thuộc địa 3
Năm 1930, ông thay tướng Aubert làm Tổng chỉ huy quân đội Pháp ở Đông Dương. Sau khi giao quyền lại cho Bernard Pierre Verdier, ông trở